# Alga Lakes
Die Alga Lakes (englisch) sind eine Seengruppe im ostantarktischen Viktorialand. Sie liegen in der inoffiziell als Mawson-Oase bezeichneten Region in den Prince Albert Mountains östlich des Mount Murray und nördlich des Mawson-Gletschers. Der größte unter ihnen ist der Basin Lake.
Wissenschaftler einer von 1962 bis 1963 durchgeführten Kampagne der New Zealand Geological Survey Antarctic Expedition benannten sie nach dem hier vorherrschenden Algenwachstum.